# 베라 푸티나
베라 니콜라예브나 푸티나(러시아어: Вера Николаевна Путина, 1926년 9월 6일~2023년 5월 30일)는 1999년부터 블라디미르 푸틴 ("Vova")이 자신의 아들이라고 주장한 그루지야의 여성이다. 이러한 주장은 푸틴의 공식 전기에서 부모가 대통령이 되기 전에 사망했다는 내용과 대조되는 것이다. 《텔레그래프》지에서는 이러한 주장이 단순한 오류이거나 자신에 대한 홍보 노력의 일부일 수 있지만 그녀의 이야기는 "푸틴 씨의 과거에 대한 알려진 이야기에 있는 공백을 확인시켜 주고 있다"고 결론지었다. 푸틴의 공식적인 전기에서는 푸틴이 태어났을 때 부모가 이미 40대이었고 푸틴의 형들인 알베르트와 빅토르가 태어난 후 10년 이상의 공백이 있었으며, 이들은 둘 다 어린 시절에 사망했다고 되어 있다. 푸틴의 자서전에서는 자신의 생애 초반 10년 동안에 대한 자세한 내용은 거의 찾아볼 수 없는데 이러한 점은 세계의 다른 지도자들과 비교되는 것이다.
베라 푸티나는 소비에트 연방, 러시아 공화국, 오조르스크에서 태어났다. 그녀는 그루지아, 고리에서 동쪽으로 약 18km 떨어진 카스피 자치도시(Kaspi Municipality)에 있는 마을인 메테히(Metekhi)에서 살았다. 푸티나는 푸틴의 생부가 러시아 기계공인 플라톤 프리발로프 (Platon Privalov)라고 주장했는데, 그는 다른 여성과 이미 결혼해 있는 동안에 푸티나를 임신하게 했다. 그녀는 푸틴이 학교에서 유급하였기 때문에 등록된 생년월일보다 2살 더 많다고 주장했다. "블라디미르 푸틴"은 1959-1960년 동안에 메테히 학교에 등록되어 있었고, 기록에 따르면 그의 국적은 그루지아인이다. 푸티나는 그 후 그루지아 군인인 기오르기 오세파빌리(Giorgi Osepahvili)와 결혼했는데, 그는 푸티나에게 푸틴을 버리라고 압력을 가했다. 1960년 12월 푸티나는 러시아에 있는 자신의 부모에게 "Vova"를 보내었다. 푸티나는 푸틴의 공식 전기에 언급된 상트페테르부르그에 있는 "부모"가 자신의 부모로부터 아들을 입양했다고 믿었다.
그녀는 소식통을 통해 푸틴이 KGB 요원이 되었다는 사실을 알게 되었고 1999년 텔레비전에서 푸틴을 보게 되었다. 푸티나는 러시아와 그루지야 사람들이 그녀에게 침묵을 유지하도록 압력을 가하기 위해 그녀의 마을을 방문했다고 말했다. 자신이 푸틴을 가르쳤다고 말하는 어느 학교 교사도 위협을 받았다고 말했다. 푸티나는 DNA 검사를 받을 준비가 되었다고 말했다. 러시아 언론인 아르티욤 보로비크(Артём Ге́нрихович Борови́к)의 비행기 추락은 베라 푸티나에 대한 보고서를 포함하여 그가 푸틴의 어린 시절에 대해 다큐멘터리를 제작하고 있던 시점에 발생했다. 이탈리아 언론인 안토니오 루소(Antonio Russo)도 피살되기 전에 베라 푸티나에 관심이 있었던 것으로 알려졌다.
베라 푸티나는 2023년 5월 그루지야의 트빌리시에서 96세의 나이로 사망하여 5월 30일 메테히에 묻혔다.